# Parafia Chrystusa Króla w Rybniku Golejowie
Parafia pw. Chrystusa Króla  w Rybniku Golejowie – parafia rzymskokatolicka w dekanacie golejowskim, istniejąca od 28 maja 1957 roku.

## Grupy parafialne
Na terenie parafii działa kilka grup parafialnych:
- Eucharystyczny Ruch Młodych,
- Eucharystyczny Ruch Starszych,
- Ministranci.